# Seznam dílů seriálu Ohnivý kuře
Toto je seznam dílů seriálu Ohnivý kuře. Ohnivý kuře je český televizní seriál vysílaný na stanici Prima od 5. března 2016. Za seriálem stojí Lucie Paulová a Jonáš Paul. Hlavními hrdiny jsou dva kuchaři a nejlepší kamarádi Michal „Mike“ Beneš (Jakub Prachař) a Jan „Burák“ Bureš (Jan Dolanský), již právě vyšli z vězení s jedinou myšlenkou – otevřít si svůj vysněný steak house.

## Přehled řad
| Řada | Díly | Premiéra na TV Prima | Premiéra na TV Prima |
| Řada | Díly | První díl            | Poslední díl         |
| ---- | ---- | -------------------- | -------------------- |
| 1    | 129  | 5. března 2016       | 29. června 2017      |
| 2    | 84   | 22. srpna 2017       | 28. června 2018      |

## Seznam dílů

### První řada (2016–2017)
| Č. v seriálu | Č. v řadě | Název                           | Režie               | Scénář                    | Datum premiéry     | Sledovanost v milionech |
| ------------ | --------- | ------------------------------- | ------------------- | ------------------------- | ------------------ | ----------------------- |
| 1            | 1         | Svoboda!                        | Libor Kodad         | Jiří Vaněk                | 5. března 2016     | 1,055                   |
| 2            | 2         | Stará trouba                    | Libor Kodad         | Jiří Vaněk                | 5. března 2016     | 1,066                   |
| 3            | 3         | Pivo pivovárek                  | Libor Kodad         | David Litvák              | 7. března 2016     | 0,925                   |
| 4            | 4         | Kámoš                           | Libor Kodad         | René Decastelo            | 9. března 2016     | 0,970                   |
| 5            | 5         | Divoká jízda                    | Libor Kodad         | Jiří Vaněk                | 14. března 2016    | 0,890                   |
| 6            | 6         | Kuchařská celebrita             | Libor Kodad         | Jiří Vaněk a David Litvák | 14. března 2016    | 1,073                   |
| 7            | 7         | Lázeňské bagety                 | Libor Kodad         | Jiří Vaněk a David Litvák | 16. března 2016    | 0,997                   |
| 8            | 8         | První bitva                     | Libor Kodad         | René Decastelo            | 21. března 2016    | 0,914                   |
| 9            | 9         | Den blbec                       | Jiří Chlumský       | René Decastelo            | 23. března 2016    | 1,043                   |
| 10           | 10        | Cesty boží jsou nevyzpytatelné  | Jiří Chlumský       | Jiří Vaněk                | 28. března 2016    | 1,034                   |
| 11           | 11        | Trhy                            | Jiří Chlumský       | René Decastelo            | 30. března 2016    | 1,021                   |
| 12           | 12        | Brno je zlatá loď               | Jiří Chlumský       | Jiří Vaněk                | 4. dubna 2016      | 1,029                   |
| 13           | 13        | Den svobody                     | Libor Kodad         | David Litvák              | 6. dubna 2016      | 1,098                   |
| 14           | 14        | Sliby chyby                     | Libor Kodad         | René Decastelo            | 11. dubna 2016     | 1,026                   |
| 15           | 15        | Test mateřské lásky             | Libor Kodad         | René Decastelo            | 13. dubna 2016     | 1,056                   |
| 16           | 16        | Ztracený víkend                 | Libor Kodad         | David Litvák              | 18. dubna 2016     | 0,950                   |
| 17           | 17        | Malé lži                        | Vojtěch Moravec     | René Decastelo            | 20. dubna 2016     | 1,046                   |
| 18           | 18        | Matka                           | Vojtěch Moravec     | Jiří Vaněk                | 25. dubna 2016     | 1,022                   |
| 19           | 19        | Pravdy, polopravdy a lži        | Vojtěch Moravec     | René Decastelo            | 27. dubna 2016     | 1,093                   |
| 20           | 20        | Krok do neznáma                 | Vojtěch Moravec     | Jiří Vaněk                | 2. května 2016     | 0,975                   |
| 21           | 21        | Pan Vajíčko                     | Libor Kodad         | Jan Truhlář               | 4. května 2016     | 1,117                   |
| 22           | 22        | NE, šéfe!                       | Libor Kodad         | David Litvák              | 9. května 2016     | 0,826                   |
| 23           | 23        | Velká dortová pomsta            | Libor Kodad         | René Decastelo            | 11. května 2016    | 1,026                   |
| 24           | 24        | Kluci nejsou na prodej          | Libor Kodad         | René Decastelo            | 16. května 2016    | 1,039                   |
| 25           | 25        | Děda mimo mísu                  | Vojtěch Moravec     | David Litvák              | 18. května 2016    | 1,058                   |
| 26           | 26        | Mužská ješitnost                | Vojtěch Moravec     | René Decastelo            | 23. května 2016    | 0,953                   |
| 27           | 27        | Zlomené žebro                   | Vojtěch Moravec     | René Decastelo            | 25. května 2016    | 1,089                   |
| 28           | 28        | Králíček                        | Vojtěch Moravec     | René Decastelo            | 30. května 2016    | 0,944                   |
| 29           | 29        | Rodina základ rodiny            | Jiří Chlumský       | David Litvák              | 1. června 2016     | 0,974                   |
| 30           | 30        | Zpátky do vězení!               | Jiří Chlumský       | Jan Truhlář               | 6. června 2016     | 1,021                   |
| 31           | 31        | Jeden velkej mejdan             | Jiří Chlumský       | René Decastelo            | 9. června 2016     | 1,022                   |
| 32           | 32        | Láska na grilu                  | Jiří Chlumský       | Jiří Vaněk                | 13. června 2016    | 1,035                   |
| 33           | 33        | Sestřenka z Humpolce            | Libor Kodad         | René Decastelo            | 15. června 2016    | 0,971                   |
| 34           | 34        | Vyšší level                     | Libor Kodad         | René Decastelo            | 20. června 2016    | 0,997                   |
| 35           | 35        | Kytarový blues                  | Libor Kodad         | Jiří Vaněk                | 22. června 2016    | 0,914                   |
| 36           | 36        | Dvě mouchy jednou ranou         | Libor Kodad         | René Decastelo            | 27. června 2016    | 1,081                   |
| 37           | 37        | Kočka nebo miminko              | Vojtěch Moravec     | David Litvák              | 22. srpna 2016     | 0,811                   |
| 38           | 38        | Konec sněhové královny          | Vojtěch Moravec     | René Decastelo            | 24. srpna 2016     | 0,758                   |
| 39           | 39        | Nabídka, která se neodmítá      | Vojtěch Moravec     | Jiří Vaněk                | 29. srpna 2016     | 0,830                   |
| 40           | 40        | Prázdninová nálada              | Vojtěch Moravec     | René Decastelo            | 31. srpna 2016     | 0,784                   |
| 41           | 41        | Divadelní představení           | Jiří Chlumský       | Jan Truhlář               | 5. září 2016       | 0,874                   |
| 42           | 42        | Rodinné hodnoty                 | Jiří Chlumský       | David Litvák              | 7. září 2016       | 0,892                   |
| 43           | 43        | Únos                            | Jiří Chlumský       | René Decastelo            | 12. září 2016      | 0,848                   |
| 44           | 44        | Velká intrika                   | Jiří Chlumský       | René Decastelo            | 14. září 2016      | 0,892                   |
| 45           | 45        | Exit, Exil, Exodus              | Libor Kodad         | David Litvák              | 19. září 2016      | 0,974                   |
| 46           | 46        | Je čas skončit                  | Libor Kodad         | René Decastelo            | 21. září 2016      | 0,908                   |
| 47           | 47        | Unavené štěstí                  | Libor Kodad         | René Decastelo            | 26. září 2016      | 0,898                   |
| 48           | 48        | Všechno je jinak                | Libor Kodad         | René Decastelo            | 28. září 2016      | 0,965                   |
| 49           | 49        | Omyl, otec spokojenosti         | Vojtěch Moravec     | David Litvák              | 3. října 2016      | 0,989                   |
| 50           | 50        | Lež má krátké nohy              | Vojtěch Moravec     | Jana Boušková             | 5. října 2016      | 0,946                   |
| 51           | 51        | Kohoutí zápasy                  | Vojtěch Moravec     | René Decastelo            | 10. října 2016     | 0,980                   |
| 52           | 52        | Hříchy minulosti                | Vojtěch Moravec     | René Decastelo            | 12. října 2016     | 0,921                   |
| 53           | 53        | Nové perspektivy                | Libor Kodad         | David Litvák              | 17. října 2016     | 1,015                   |
| 54           | 54        | Pokusy a omyly                  | Libor Kodad         | Jana Boušková             | 19. října 2016     | 0,882                   |
| 55           | 55        | Sex, láska a krutosti           | Libor Kodad         | René Decastelo            | 24. října 2016     | 0,966                   |
| 56           | 56        | Nečekaná přiznání               | Libor Kodad         | René Decastelo            | 26. října 2016     | 0,910                   |
| 57           | 57        | Nové auto                       | Vojtěch Moravec     | Jan Dvořák                | 31. října 2016     | 0,951                   |
| 58           | 58        | Televizní láska                 | Vojtěch Moravec     | Jana Boušková             | 2. listopadu 2016  | 1,032                   |
| 59           | 59        | První společná noc              | Vojtěch Moravec     | René Decastelo            | 7. listopadu 2016  | 1,005                   |
| 60           | 60        | Nová síla                       | Vojtěch Moravec     | René Decastelo            | 9. listopadu 2016  | 0,962                   |
| 61           | 61        | Rozchod                         | Libor Kodad         | René Decastelo            | 14. listopadu 2016 | 0,985                   |
| 62           | 62        | Malá vítězství                  | Libor Kodad         | René Decastelo            | 16. listopadu 2016 | 0,900                   |
| 63           | 63        | Slepé střevo                    | Libor Kodad         | Jan Dvořák                | 21. listopadu 2016 | 0,970                   |
| 64           | 64        | Mike v ohrožení                 | Libor Kodad         | René Decastelo            | 23. listopadu 2016 | 1,027                   |
| 65           | 65        | Pády a pády!                    | Vojtěch Moravec     | René Decastelo            | 28. listopadu 2016 | 1,031                   |
| 66           | 66        | Mikeův blbej den!               | Vojtěch Moravec     | René Decastelo            | 30. listopadu 2016 | 1,045                   |
| 67           | 67        | Rozchod                         | Vojtěch Moravec     | René Decastelo            | 5. prosince 2016   | 1,039                   |
| 68           | 68        | Pusa na dobrou noc              | Vojtěch Moravec     | Jan Dvořák                | 7. prosince 2016   | 1,041                   |
| 69           | 69        | Ohnivé dorty                    | Vojtěch Moravec     | Jana Boušková             | 12. prosince 2016  | 1,098                   |
| 70           | 70        | Zakázaná území                  | Vojtěch Moravec     | René Decastelo            | 14. prosince 2016  | 1,079                   |
| 71           | 71        | Velký podvod!                   | Vojtěch Moravec     | René Decastelo            | 9. ledna 2017      | 1,084                   |
| 72           | 72        | Z víly bojovnice                | Vojtěch Moravec     | Jan Dvořák                | 11. ledna 2017     | 1,053                   |
| 73           | 73        | Pokaždý se to zvrtne!           | Jiří Chlumský       | Jana Boušková             | 16. ledna 2017     | 0,990                   |
| 74           | 74        | Smutná nevěsta                  | Jiří Chlumský       | René Decastelo            | 18. ledna 2017     | 1,069                   |
| 75           | 75        | Bratrská láska                  | Jiří Chlumský       | René Decastelo            | 23. ledna 2017     | 1,043                   |
| 76           | 76        | Cena fair play!                 | Jiří Chlumský       | Jan Dvořák                | 25. ledna 2017     | 1,093                   |
| 77           | 77        | Hra o jablka                    | Magdalena Pivoňková | Jan Dvořák                | 30. ledna 2017     | 1,015                   |
| 78           | 78        | Konec starých časů              | Magdalena Pivoňková | René Decastelo            | 1. února 2017      | 1,093                   |
| 79           | 79        | Výbuch                          | Magdalena Pivoňková | Jana Boušková             | 6. února 2017      | 1,088                   |
| 80           | 80        | Staronové rodiny                | Magdalena Pivoňková | René Decastelo            | 8. února 2017      | 1,098                   |
| 81           | 81        | Dramatické okolnosti            | Libor Kodad         | René Decastelo            | 13. února 2017     | 1,021                   |
| 82           | 82        | Prodaná nevěsta                 | Libor Kodad         | René Decastelo            | 15. února 2017     | 1,093                   |
| 83           | 83        | Sexuální bůh!                   | Libor Kodad         | Jan Dvořák                | 20. února 2017     | 1,126                   |
| 84           | 84        | První polibek!                  | Libor Kodad         | René Decastelo            | 22. února 2017     | 1,095                   |
| 85           | 85        | Hotelová odysea                 | Libor Kodad         | René Decastelo            | 27. února 2017     | 1,084                   |
| 86           | 86        | Veruna se stěhuje!              | Libor Kodad         | René Decastelo            | 1. března 2017     | 1,150                   |
| 87           | 87        | Vietnamská válka!               | Libor Kodad         | Jan Dvořák                | 6. března 2017     | 1,064                   |
| 88           | 88        | Velké finále                    | Libor Kodad         | René Decastelo            | 8. března 2017     | 1,112                   |
| 89           | 89        | Jeden musí z kola ven           | Vojtěch Moravec     | Stanislav Sátra           | 13. března 2017    | 1,004                   |
| 90           | 90        | Experiment Liu                  | Vojtěch Moravec     | Ladislav Karpianus        | 15. března 2017    | 1,033                   |
| 91           | 91        | Mike Medium Rare                | Vojtěch Moravec     | Jiří Suchý z Tábora       | 20. března 2017    | 1,043                   |
| 92           | 92        | Hostující Chefka                | Vojtěch Moravec     | Stanislav Sátra           | 22. března 2017    | 0,995                   |
| 93           | 93        | Vyložené karty                  | Vojtěch Moravec     | Štěpán Hak                | 28. března 2017    | 0,871                   |
| 94           | 94        | Bratři jak se patří             | Vojtěch Moravec     | Stanislav Sátra           | 30. března 2017    | 0,866                   |
| 95           | 95        | Čerstvý maso                    | Vojtěch Moravec     | Jiří Suchý z Tábora       | 4. dubna 2017      | 0,864                   |
| 96           | 96        | Atentát na jídlo                | Vojtěch Moravec     | David Litvák              | 6. dubna 2017      | 0,815                   |
| 97           | 97        | Leoš velkostatkářem             | Martin Kopp         | Jiří Suchý z Tábora       | 10. dubna 2017     | 0,779                   |
| 98           | 98        | Katastr lží                     | Martin Kopp         | Jiří Suchý z Tábora       | 12. dubna 2017     | 0,782                   |
| 99           | 99        | Grand freeride                  | Martin Kopp         | Stanislav Sátra           | 18. dubna 2017     | 0,794                   |
| 100          | 100       | Šafářovy laskonky               | Martin Kopp         | Petr Hauzírek             | 20. dubna 2017     | 0,822                   |
| 101          | 101       | Prolhaný hoteliér               | Libor Kodad         | Stanislav Sátra           | 25. dubna 2017     | 0,836                   |
| 102          | 102       | Spousta práce                   | Libor Kodad         | Petr Hauzírek             | 27. dubna 2017     | 0,806                   |
| 103          | 103       | Mike de luxe speciál            | Libor Kodad         | David Litvák              | 2. května 2017     | 0,799                   |
| 104          | 104       | Morální kocovina                | Libor Kodad         | Jiří Suchý z Tábora       | 4. května 2017     | 0,738                   |
| 105          | 105       | Manažer                         | Martin Kopp         | René Decastelo            | 9. května 2017     | 0,815                   |
| 106          | 106       | Pokažený kohout                 | Martin Kopp         | Iva Klestilová            | 11. května 2017    | 0,743                   |
| 107          | 107       | Vietnamský bufet                | Martin Kopp         | René Decastelo            | 16. května 2017    | 0,744                   |
| 108          | 108       | Nový ředitel                    | Martin Kopp         | Iva Klestilová            | 18. května 2017    | 0,678                   |
| 109          | 109       | Nejlepší kámoška                | Vojtěch Moravec     | Iva Klestilová            | 23. května 2017    | 0,809                   |
| 110          | 110       | Rozchod, rozvod a zlomená srdce | Vojtěch Moravec     | David Litvák              | 25. května 2017    | 0,780                   |
| 111          | 111       | Matka a dcera                   | Vojtěch Moravec     | René Decastelo            | 30. května 2017    | 0,747                   |
| 112          | 112       | Spolubydlící                    | Vojtěch Moravec     | David Litvák              | 1. června 2017     | 0,721                   |
| 113          | 113       | Zákeřná nemoc                   | Magdalena Pivoňková | René Decastelo            | 6. června 2017     | 0,777                   |
| 114          | 114       | Mejdan pro Aleše                | Magdalena Pivoňková | Iva Klestilová            | 8. června 2017     | 0,763                   |
| 115          | 115       | Minulost se vrací               | Magdalena Pivoňková | Jan Dvořák                | 13. června 2017    | 0,744                   |
| 116          | 116       | Úklid a neklid                  | Magdalena Pivoňková | David Litvák              | 15. června 2017    | 0,681                   |
| 117          | 117       | Trapné vtípky                   | Jana Rezková        | Iva Klestilová            | 20. června 2017    | 0,858                   |
| 118          | 118       | Pod dohledem                    | Jana Rezková        | David Litvák              | 22. června 2017    | 0,787                   |
| 119          | 119       | Jeden mejdan za druhým          | Jana Rezková        | René Decastelo            | 27. června 2017    | 0,814                   |
| 120          | 129       | Ztracený a nenalezený           | Jana Rezková        | Jan Dvořák                | 29. června 2017    | 0,857                   |

### Druhá řada (2017–2018)
| Č. v seriálu | Č. v řadě | Název                         | Režie               | Scénář          | Datum premiéry     | Sledovanost v milionech |
| ------------ | --------- | ----------------------------- | ------------------- | --------------- | ------------------ | ----------------------- |
| 121          | 1         | Velké stěhování               | Lukáš Buchar        | Monika Seidlová | 22. srpna 2017     | 0,604                   |
| 122          | 2         | Deníky psané z lásky          | Lukáš Buchar        | Iva Klestilová  | 24. srpna 2017     | 0,521                   |
| 123          | 3         | Pomsta                        | Lukáš Buchar        | David Litvák    | 29. srpna 2017     | 0,624                   |
| 124          | 4         | Lázně plodnosti               | Lukáš Buchar        | René Decastelo  | 31. srpna 2017     | 0,515                   |
| 125          | 5         | Všechno vzhůru nohama         | Vojtěch Moravec     | Jan Dvořák      | 5. září 2017       | 0,635                   |
| 126          | 6         | Staronová podezřelá           | Vojtěch Moravec     | David Litvák    | 7. září 2017       | 0,658                   |
| 127          | 7         | Jitrnicová odyssea            | Vojtěch Moravec     | Monika Seidlová | 12. září 2017      | 0,627                   |
| 128          | 8         | Střelba naslepo               | Vojtěch Moravec     | Iva Klestilová  | 14. září 2017      | 0,574                   |
| 129          | 9         | Prachy, pivo, polibek         | Libor Kodad         | David Litvák    | 19. září 2017      | 0,653                   |
| 130          | 10        | Sázka na jistotu              | Libor Kodad         | René Decastelo  | 21. září 2017      | 0,621                   |
| 131          | 11        | Finty a fintičky              | Libor Kodad         | Jan Dvořák      | 26. září 2017      | 0,613                   |
| 132          | 12        | Ochočení chlapi               | Libor Kodad         | René Decastelo  | 28. září 2017      | 0,542                   |
| 133          | 13        | Utrápený květáček             | Jana Rezková        | Iva Klestilová  | 3. října 2017      | 0,???                   |
| 134          | 14        | Konec spokojeného žití?       | Jana Rezková        | Monika Seidlová | 5. října 2017      | 0,610                   |
| 135          | 15        | Lázně v lázních               | Jana Rezková        | David Litvák    | 10. října 2017     | 0,615                   |
| 136          | 16        | Snědený had!                  | Jana Rezková        | René Decastelo  | 12. října 2017     | 0,615                   |
| 137          | 17        | Láska až do smrti             | Magdalena Pivoňková | David Litvák    | 17. října 2017     | 0,604                   |
| 138          | 18        | Nic není, jak vypadá!         | Magdalena Pivoňková | Jan Dvořák      | 19. října 2017     | 0,693                   |
| 139          | 19        | Ucho jedna, ucho dvě!         | Magdalena Pivoňková | Iva Klestilová  | 24. října 2017     | 0,603                   |
| 140          | 20        | Předzásnubní diamant!         | Magdalena Pivoňková | René Decastelo  | 26. října 2017     | 0,607                   |
| 141          | 21        | Šťastný den!                  | Vojtěch Moravec     | Monika Seidlová | 31. října 2017     | 0,622                   |
| 142          | 22        | Ne každému štěstí přeje       | Vojtěch Moravec     | David Litvák    | 2. listopadu 2017  | 0,589                   |
| 143          | 23        | Mlátička a umělec             | Vojtěch Moravec     | Iva Klestilová  | 7. listopadu 2017  | 0,619                   |
| 144          | 24        | Sexbomby v Kuřeti             | Vojtěch Moravec     | Jan Dvořák      | 9. listopadu 2017  | 0,529                   |
| 145          | 25        | Dědictví                      | Libor Kodad         | Monika Seidlová | 14. listopadu 2017 | 0,628                   |
| 146          | 26        | Čas odchodů                   | Libor Kodad         | David Litvák    | 16. listopadu 2017 | 0,576                   |
| 147          | 27        | Velké usmiřování              | Libor Kodad         | René Decastelo  | 21. listopadu 2017 | 0,595                   |
| 148          | 28        | Nečekaný polibek              | Libor Kodad         | David Litvák    | 23. listopadu 2017 | 0,595                   |
| 149          | 29        | Broněk v hodinkách!           | Magdalena Pivoňková | Iva Klestilová  | 28. listopadu 2017 | 0,611                   |
| 150          | 30        | To bude výbuch!               | Magdalena Pivoňková | René Decastelo  | 30. listopadu 2017 | 0,655                   |
| 151          | 31        | Bomba nevybuchla              | Magdalena Pivoňková | Jan Dvořák      | 5. prosince 2017   | 0,598                   |
| 152          | 32        | Z deníků neúspěšných          | Magdalena Pivoňková | David Litvák    | 7. prosince 2017   | 0,576                   |
| 153          | 33        | Ukradený hotel                | Libor Kodad         | Monika Seidlová | 12. prosince 2017  | 0,584                   |
| 154          | 34        | Slzy                          | Libor Kodad         | David Litvák    | 14. prosince 2017  | 0,567                   |
| 155          | 35        | Zákopová válka                | Libor Kodad         | Iva Klestilová  | 9. ledna 2018      | 0,631                   |
| 156          | 36        | Zrádná samota!                | Libor Kodad         | René Decastelo  | 11. ledna 2018     | 0,589                   |
| 157          | 37        | Loutkové divadlo              | Lukáš Buchar        | Jan Dvořák      | 16. ledna 2018     | 0,657                   |
| 158          | 38        | Sázka na špatného koně!       | Lukáš Buchar        | Monika Seidlová | 18. ledna 2018     | 0,609                   |
| 159          | 39        | Do správných rukou?           | Lukáš Buchar        | David Litvák    | 23. ledna 2018     | 0,765                   |
| 160          | 40        | Do blázince!                  | Lukáš Buchar        | René Decastelo  | 25. ledna 2018     | 0,407                   |
| 161          | 41        | Macátko superstar!            | Vojtěch Moravec     | Iva Klestilová  | 30. ledna 2018     | 0,606                   |
| 162          | 42        | Lží nezarmoutíš               | Vojtěch Moravec     | David Litvák    | 1. února 2018      | 0,623                   |
| 163          | 43        | Nevěra a víra                 | Vojtěch Moravec     | Jan Dvořák      | 6. února 2018      | 0,678                   |
| 164          | 44        | Rorejsova milenka             | Vojtěch Moravec     | René Decastelo  | 8. února 2018      | 0,621                   |
| 165          | 45        | Když dostaneš do huby         | Martin Kopp         | Monika Seidlová | 13. února 2018     | 0,609                   |
| 166          | 46        | Plány, ze kterých sešlo       | Martin Kopp         | David Litvák    | 15. února 2018     | 0,611                   |
| 167          | 47        | Okradený o všechno            | Martin Kopp         | Monika Seidlová | 20. února 2018     | 0,588                   |
| 168          | 48        | Smrt na koberci               | Martin Kopp         | René Decastelo  | 22. února 2018     | 0,592                   |
| 169          | 49        | Kohoutova máma                | Jiří Chlumský       | Iva Klestilová  | 27. února 2018     | 0,661                   |
| 170          | 50        | Na bitevním poli              | Jiří Chlumský       | David Litvák    | 1. března 2018     | 0,610                   |
| 171          | 51        | Nová řešení                   | Jiří Chlumský       | David Litvák    | 6. března 2018     | 0,612                   |
| 172          | 52        | Kriminálník                   | Jiří Chlumský       | René Decastelo  | 8. března 2018     | 0,599                   |
| 173          | 53        | Konec velkého Kohouta         | Vojtěch Moravec     | Jan Dvořák      | 13. března 2018    | 0,617                   |
| 174          | 54        | Útěk                          | Vojtěch Moravec     | Monika Seidlová | 15. března 2018    | 0,556                   |
| 175          | 55        | Nechuť, pachuť a chuť         | Vojtěch Moravec     | David Litvák    | 20. března 2018    | 0,602                   |
| 176          | 56        | Změny a záměny                | Vojtěch Moravec     | René Decastelo  | 22. března 2018    | 0,620                   |
| 177          | 57        | Personální otázky             | Libor Kodad         | David Litvák    | 27. března 2018    | 0,574                   |
| 178          | 58        | Kuchař, jeho žena a kosmonaut | Libor Kodad         | Jan Dvořák      | 29. března 2018    | 0,532                   |
| 179          | 59        | Odvážné experimenty           | Libor Kodad         | David Litvák    | 3. dubna 2018      | 0,572                   |
| 180          | 60        | Prozření                      | Libor Kodad         | René Decastelo  | 5. dubna 2018      | 0,574                   |
| 181          | 61        | Na sever nebo do Kuřete?      | Jiří Chlumský       | Jakub Maceček   | 10. dubna 2018     | 0,564                   |
| 182          | 62        | Líbačky jako o závod          | Jiří Chlumský       | Monika Seidlová | 12. dubna 2018     | 0,553                   |
| 183          | 63        | Nefér manévry                 | Jiří Chlumský       | David Litvák    | 17. dubna 2018     | 0,572                   |
| 184          | 64        | Selhání srdce                 | Jiří Chlumský       | René Decastelo  | 19. dubna 2018     | 0,598                   |
| 185          | 65        | O fous                        | Lukáš Buchar        | David Litvák    | 24. dubna 2018     | 0,590                   |
| 186          | 66        | Ohnivý srdce                  | Lukáš Buchar        | Jan Dvořák      | 26. dubna 2018     | 0,517                   |
| 187          | 67        | Překvapivé návraty            | Lukáš Buchar        | Monika Seidlová | 1. května 2018     | 0,576                   |
| 188          | 68        | Konec starého policajta       | Lukáš Buchar        | René Decastelo  | 3. května 2018     | 0,596                   |
| 189          | 69        | Terapie                       | Magdalena Pivoňková | David Litvák    | 8. května 2018     | 0,434                   |
| 190          | 70        | Snowboardové návraty          | Magdalena Pivoňková | Jakub Maceček   | 10. května 2018    | 0,402                   |
| 191          | 71        | Na horké půdě                 | Magdalena Pivoňková | David Litvák    | 15. května 2018    | 0,522                   |
| 192          | 72        | Telecí řízky a teplý buchty   | Magdalena Pivoňková | René Decastelo  | 17. května 2018    | 0,514                   |
| 193          | 73        | Veruna a vnoučata             | Vojtěch Moravec     | Monika Seidlová | 22. května 2018    | 0,523                   |
| 194          | 74        | Zapomenuté děti               | Vojtěch Moravec     | Jan Dvořák      | 24. května 2018    | 0,535                   |
| 195          | 75        | Odjezd bez loučení            | Vojtěch Moravec     | David Litvák    | 29. května 2018    | 0,494                   |
| 196          | 76        | Nemoci a pomoci               | Vojtěch Moravec     | René Decastelo  | 31. května 2018    | 0,502                   |
| 197          | 77        | Náhrada za Kláru?             | Jiří Chlumský       | Jakub Maceček   | 5. června 2018     | 0,497                   |
| 198          | 78        | Konec jedné lásky             | Jiří Chlumský       | René Decastelo  | 7. června 2018     | 0,505                   |
| 199          | 79        | Nevydařený kšeft              | Jiří Chlumský       | David Litvák    | 12. června 2018    | 0,548                   |
| 200          | 80        | Děti na útěku                 | Jiří Chlumský       | René Decastelo  | 14. června 2018    | 0,489                   |
| 201          | 81        | Macátko na odchodu            | Martin Kopp         | René Decastelo  | 19. června 2018    | 0,551                   |
| 202          | 82        | Nečekané nabídky              | Martin Kopp         | David Litvák    | 21. června 2018    | 0,571                   |
| 203          | 83        | Robi v pasti!                 | Martin Kopp         | René Decastelo  | 26. června 2018    | 0,657                   |
| 204          | 84        | Nakonec to nejlepší           | Martin Kopp         | René Decastelo  | 28. června 2018    | 0,722                   |